# سیلویا هانیکا
 سیلویا هانیکا (آلمانی: Sylvia Hanika؛ زاده ۳۰ نوامبر ۱۹۵۹) یک تنیس‌باز اهل آلمان است. 